# Planistromella operculata
Planistromella operculata är en svampart som först beskrevs av Pier Andrea Saccardo, och fick sitt nu gällande namn av Aptroot 2006. Planistromella operculata ingår i släktet Planistromella och familjen Planistromellaceae.   Inga underarter finns listade i Catalogue of Life.